# Michalcze
Michalcze (ukr. Михальче) – wieś na Ukrainie, w  obwodzie iwanofrankiwskim, w rejonie horodeńskim, nad Dniestrem.

## Historia
Prywatne miasto szlacheckie lokowane w 1439 roku1439 położone było w XVI wieku w województwie ruskim.
Ze wsi Michalcze pochodziła rodzina Chylińskich herbu Jastrzębiec, Wojciech Chyliński (zm. 1893) i jego synowie: Antoni Chyliński (ksiądz proboszcz rzymskokatolicki tamże), Michał Chyliński (1856-1925, dziennikarz, redaktor krakowskiego „Czasu”), Kajetan Chyliński (sędzia).
W okresie II Rzeczypospolitej wieś leżała na obszarze gminy Siemakowce w powiecie horodeńskim województwa stanisławowskiego. W tym czasie we wsi rozwijało się sadownictwo. 
Po wkroczeniu Sowietów w 1939 aresztowano 2 Polaków, w tym kierownika szkoły, którzy zaginęli bez wieści. W lutym 1940 NKWD zesłało na Syberię 56 polskich rodzin (254 osób). W 1941 Ukraińska Policja Pomocnicza zabrała do getta w Horodence miejscowych Żydów, gdzie zostali wymordowani. W latach 1943–1945 nacjonaliści ukraińscy z OUN-UPA zamordowali tutaj 11 Polaków.

### Kościół
Za panowania króla Władysława Warneńczyka w 1439 zostały erygowane przez kpt. starostę
Michała Muszyłło kościół i parafia pod wezwaniem św. Michała Archanioła. Nadano obszerne pola i łąki i kilka niedużych wiosek. Pierwotnie świątynia była drewniana, ulegała poprawkom, była powiększana i przetrwała ponad 300 lat. W 1750 zbudowano kościół murowany fundacji Rafała hr. Skarbka za ówczesnego proboszcza ks. Łukasza Dziudziskiego. Budynek został wzniesiony w stylu staro-romańskim z miejscowego kamienia, miał jednł nawę, dwie kaplice i pięć ołtarzy. Podczas I wojny światowej 1914-1918 budynek został poważnie uszkodzony.
Po 1918 odrestaurowany, zyskał nowe organy wybudowano plebanię. W okresie międzywojennym proboszczami byli ks. Gomółka, ks. Gąsiorek, ks. Wilhelm Krzak. W 1939 obchodzono 500-lecie istnienia kościoła. W tym czasie z ww. królewskiego nadania pozostało we władaniu kościoła 64 hektarów.